# Young at Heart (album de Tony Williams)
Pour les articles homonymes, voir Young at Heart.
Albums de Tony Williams
Wilderness
(1996) Thank God for Jazz
(2006)
Young At Heart est un album posthume du Tony Williams Trio sorti en 1998.

## Musiciens
- Tony Williams, batterie
- Mulgrew Miller, piano
- Ira Coleman, basse